# Gaillet glauque
Galium glaucum
Espèce
Le Gaillet glauque ou Aspérule glauque (Galium glaucum) est une espèce de plantes herbacées vivaces de la famille des Rubiacées.